# Karl Freiherr von Thüngen

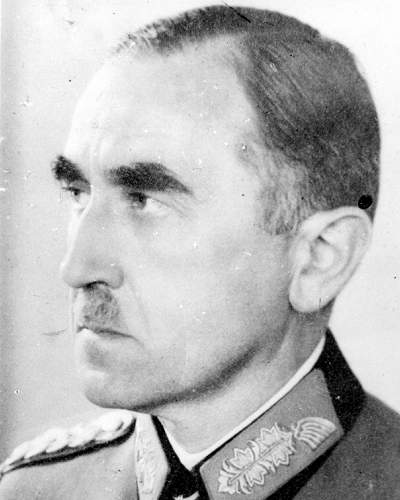
Karl Freiherr von Thüngen

Karl Freiherr von Thüngen (* 26. Juni 1893 in Mainz; † 24. Oktober 1944 im Zuchthaus Brandenburg) war ein deutscher Generalleutnant und Widerstandskämpfer des 20. Juli 1944.

## Biographie
Karl XI. Freiherr von Thüngen stammte aus dem Adelsgeschlecht Thüngen. Er war der Sohn des Karl Ernst Freiherr von Thüngen (1839–1927) und der Eva Elisabeth (1874–1966), geborene Maier.
Thüngen nahm in der Bayerischen Armee am Ersten Weltkrieg teil, war bei Kriegsende Oberleutnant und war für sein Wirken mit beiden Klassen des Eisernen Kreuzes, dem Bayerischen Militärverdienstorden IV. Klasse mit Schwertern sowie dem Österreichischen Militärverdienstkreuz III. Klasse mit der Kriegsdekoration ausgezeichnet worden.
Nach Kriegsende wurde er in die Reichswehr übernommen und am 1. Februar 1925 zum Hauptmann befördert. Er war unter anderem Angehöriger des 17. (Bayerisches) Reiter-Regimentes in Bamberg und kommandierte im Zweiten Weltkrieg an der Ostfront unter anderem im ersten Halbjahr 1942 sowie im ersten Quartal 1943 die 18. Panzer-Division. Er erhielt am 18. Oktober 1941 das Deutsche Kreuz in Gold. Am 6. April 1943 wurde dem damaligen Generalleutnant und Kommandeur der 18. Panzer-Division das Ritterkreuz des Eisernen Kreuzes verliehen.
Im Jahr 1944 war Thüngen in Berlin Inspekteur des Wehrersatzwesens. Am 20. Juli 1944 wurde er durch die Verschwörer zum Befehlshaber des Wehrkreises III (Berlin) ernannt und Nachfolger des festgenommenen Generals Joachim von Kortzfleisch. Er übernahm den Befehl über das Generalkommando.
Nachdem sich das Scheitern des Umsturzes abzeichnete nahm Thüngen die „Walküre“- Befehle der Verschwörer zurück und war unter anderem an der Vernehmung von Major i. G. Hans-Ulrich von Oertzen beteiligt, was ihn aber nicht vor seiner späteren Verhaftung durch die Gestapo bewahrte.
Am 14. August wurde er durch den am 2. August 1944 gebildeten Ehrenhof aus der Wehrmacht entlassen, so dass das Reichskriegsgericht für die Aburteilung nicht mehr zuständig war. Am 28. und 29. September 1944 fand vor dem Volksgerichtshof unter dessen Präsidenten Roland Freisler die Verhandlung statt. Am 5. Oktober wurde er zum Tode verurteilt und am 24. Oktober 1944 im Zuchthaus Brandenburg-Görden erschossen.

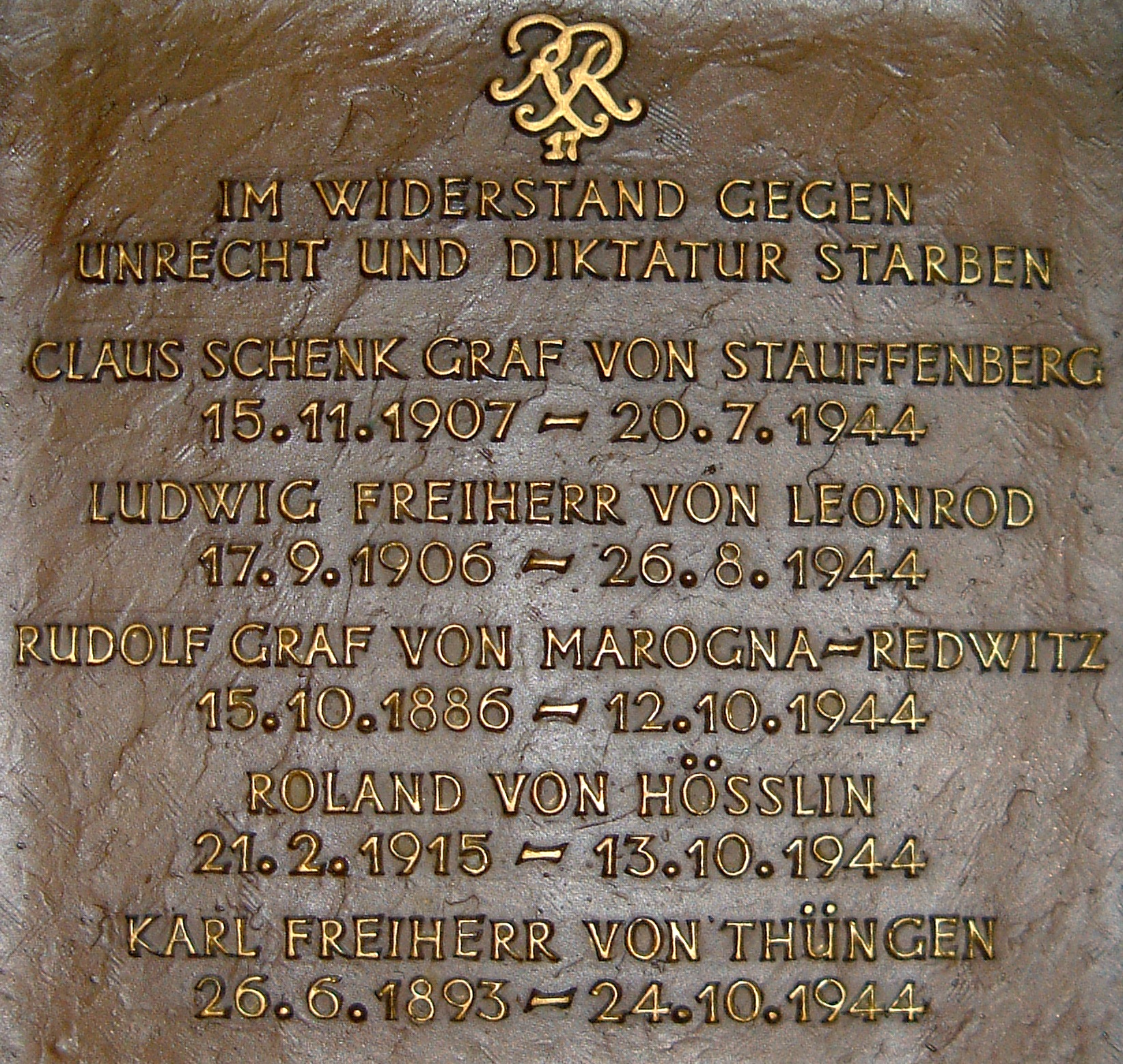
Dom zu Bamberg: Gedenktafel an Karl Freiherr von Thüngen und seine hingerichteten Offizierskameraden aus dem Bamberger 17. Reiter-Regiment, die dem Widerstand vom 20. Juli angehörten

Im Bamberger Dom erinnert eine Gedenktafel an die fünf ehemaligen Offiziere des 17. Reiter-Regimentes, die im Kampf gegen das NS-Regime ihr Leben gelassen haben: neben Karl Freiherrn von Thüngen an Oberst i. G. Claus Schenk Graf von Stauffenberg, Major Ludwig Freiherr von Leonrod, Oberst Rudolf Graf von Marogna-Redwitz und Major Roland von Hößlin.
Karl Freiherr von Thüngen war zweimal verheiratet. Am 11. Februar 1919 heiratete er Margit Edle von Schultes († 1932). Am 5. April 1934 hat er mit Marie Freiin von Michel-Raulino (1893–1978) seine zweite Frau geheiratet. Der SS-Offizier Karl Michel von Tüßling  war ihr Cousin. Aus erster Ehe stammten die Tochter Birgit († 1942) und der Sohn Karl Wendt († 1941 als Leutnant).

### Genealogie
- Gothaisches Genealogisches Taschenbuch der freiherrlichen Häuser. Zugleich Adelsmatrikel der Deutschen Adelsgenossenschaft. Teil A (Uradel). 92. Jahrgang. 1942, Justus Perthes, Gotha November 1941, S. 520–522.
- Hans Friedrich von Ehrenkrook, Friedrich Wilhelm Euler, Jürgen Thiedicke von Flotow et al: Genealogisches Handbuch der freiherrlichen Häuser 1956. A (Uradel), Band II, Band 13 der Gesamtreihe GHdA, Hrsg. Deutsches Adelsarchiv, C. A. Starke, Glücksburg/Ostsee 1956, S. 490–492. ISSN 0435-2408